# David Tavaré
David Tavaré (ur. 20 grudnia 1984 w miejscowości Pollensa na Majorce, w Hiszpanii) – hiszpański piosenkarz muzyki dance. 
David pochodzi z artystycznej rodziny: jego ojciec to słynny hiszpański gitarzysta, wujek Jim był z kolei popularnym brytyjskim komikiem, a inny wujek Chris to znany niegdyś sportowiec – kapitan angielskiej drużyny krykieta. Popularność zdobył wydając w 2006 roku piosenkę Summerlove, która jest coverem utworu Remember zespołu The Underdog Project. W 2007 roku David wylansował kolejny utwór, który jest odświeżoną wersją utworu 2 Eivissa, Hot Summer Night. 
Zamieszkał w Madrycie. Jego producentem muzycznym jest Luis Rodríguez. 
Wystąpił w Polsce w Hitach na czasie i Sopot Hit Festiwal, w klubie G2 w Radomiu, na „Lachonaliach” 2009 Państwowej Wyższej Szkoły Zawodowej w Nowym Sączu, klubie Ferre w Kamieniu Śląskim oraz na Open Hair Festiwal w Sieradzu.

## Dyskografia

### albumy
- La vida viene y va (2008)[7]

### single
- "Summerlove" (2006)[7]
- "Hot Summer Night" (2007)[7]
- "Centerfold" (2008)[7]
- "If You Don't Know My Name (You Can Call Me Baby)" (2008)[7]
- "En La Oscuridad" (2009)[7]
- "Fotonovela" (2011)[7]

### Duety
- "Heaven's In The Backseat Of My Cadillac" (2013)[7] - album Lian Ross I Got The Beat